# Kaya-Korso
Pour les articles homonymes, voir Kaya.
Kaya-Korso est une commune rurale située dans le département de Tiébélé de la province du Nahouri dans la région du Centre-Sud au Burkina Faso.

## Géographie
Kaya-Korso se trouve à 5 km au sud-est de Tiébélé et à 8 km au nord de la frontière entre le Burkina Faso et le Ghana.

## Santé et éducation
Le centre de soins le plus proche de Kaya-Korso est le centre de santé et de promotion sociale (CSPS) de Tiébélé tandis que le centre médical (CMA) le plus proche se trouve à Pô.